# مجزرة ساحة النسور
مجزرة ساحة النسور هي مجزرة وقعت في بغداد نفذها عناصر أمنية من شركة بلاك ووتر قتل فيها 14 عراقياً وجرح 20.
في 16 أيلول سبتمبر 2007 أطلق العاملون في شركة بلاك ووتر الأمنية (وهي شركة عسكرية خاصة) النار على مدنيين عراقيين مما أسفر عن مقتل 17 وإصابة 20 في ساحة النسور في بغداد. مما أدى إلى غضب العراقيين وتوتر العلاقات بين العراق والولايات المتحدة. في عام 2014 حوكم أربعة من موظفي بلاك ووتر. في المحكمة الإتحادية الأمريكية وأدين واحد من الموظفين بتهمة القتل المتعمد، وأدين الثلاثة الآخرون بتهمة القتل غير المتعمد باستخدام أسلحة نارية. وادعى حراس بلاك ووتر أن قافلتهم العسكرية قد تعرضت لكمين وأنهم أطلقوا النار على المهاجمين للدفاع عن القافلة. وزعمت الحكومة العراقية والمحقق في الشرطة العراقية (فارس سعدي عبد) أن القتل لم يكن مبررا. وفي اليوم التالي، الغيت رخصة بلاك ووتر للعمل في العراق بصورة مؤقتة. وزارة الخارجية قالت: إن حصيلة الحادثة هو "سقوط أبرياء"  وفقا لصحيفة واشنطن بوست، ظهر تقرير عسكري مؤيد" لإدعاءات الحكومة العراقية بأن شركة بلاك ووتر كانت على خطأ، وتعهدت الحكومة العراقية بمعاقبة شركة بلاك ووتر. حيث سبب الحادث بفتح خمسة تحقيقات من بينهم واحد من قبل مكتب التحقيقات الفيدرالي، ووجد  تحقيق الFBI أنه من بين ال17 شخص الذين قتلوا على أيدي الحراس كان 14 شخصا منهم على الأقل قد قُتل من دون أي سبب يذكر.
في ديسمبر 2008، اتهمت الولايات المتحدة خمسة من حراس شركة بلاك ووتر في 14 تهمة القتل غير المتعمد و 20 تهمة بالشروع في القتل وانتهاك الأسلحة، ولكن في 31 ديسمبر عام 2009، رفض قاضي الولايات المتحدة جميع التهم الموجهة بحجة أن القضية المرفوعة ضد حراس بلاك ووتر كانت قد بنيت بشكل غير صحيح ونظرا لأن حراس الشركة كانوا يتمتعون بالحصانة. وأطلق رئيس الوزراء نوري المالكي بسبب هذا الحكم انتقادات لاذعة. وفي نيسان أبريل 2011 أعادت محكمة الإستئناف الإتحادية الأمريكية النظر في اتهامات القتل غير المتعمد ضد بول أي(بالإنجليزية: Paul A)، سلاو(بالإنجليزية: Slough)، ايفان إس (بالإنجليزية: Evan S)، ليبرتي (بالإنجليزية: Liberty)، داستن إل (بالإنجليزية: Dustin L)، هيرد ودونالد دبيليو بول (بالإنجليزية: Heard and Donald W. Ball). بالاستماع إلى شهادات سرية ومغلقة. وقالت المحكمة «نجد أن النتائج التي توصل إليها قاضي الولايات المتحدة تعتمد على وجهة نظر خاطئة للقانون»،  ورفضت الإتهامات الموجهة للحارس الخامس، وأقرت المحكمة بأن الحارس السادس (جيرمي ريدجواي (بالإنجليزية: Jeremy Ridgeway)) مذنب بالقتل المتعمد والشروع في القتل غير المتعمد. وفي 6 كانون الثاني يناير 2012 أغلقت بلاك ووتر دعوى قضائية رفعت نيابة عن ستة من الضحايا مقابل مبلغ لم يكشف عنه. وفي 22 أكتوبر 2014 أدانت هيئة المحلفين في المحكمة الاتحادية سلاتين (بالإنجليزية: Slatten) بجريمة القتل من الدرجة الأولى، وأقرت بأن ثلاثة حراس آخرين (سلوف (بالإنجليزية: Slough)وليبرتي(بالإنجليزية: Liberty) وهيرد(بالإنجليزية: Heard)) مذنبين في جميع التهم الموجه اليهم (القتل العمد واستخدام السلاح لارتكاب جريمة عنيفة). وفي 13 نيسان أبريل 2015، حكم على سلاتين (بالإنجليزية: Slatten) بالسجن المؤبد مدى الحياة، في حين حكم على الحراس الثلاثة الاخرين بالسجن لمدة 30 عاما. وفي يوم 23 ديسمبر 2020 صدر عفو رئاسي عن مرتكبي هذه المجزرة. وقالت الأمم المتحدة أن عفو ترامب عن مرتكبي المجزرة ينتهك القانون الدولي.